# Krig och fred
För andra betydelser, se Krig och fred (olika betydelser).
Krig och fred (ryska: Война и мир; Vojna i mir) är en episk roman av Lev Tolstoj publicerad mellan 1865 och 1869 i tidskriften Russkij Vestnik. Den skildrar det ryska samhället under Napoleoneran.
Den första översättningen till svenska av romanen i "ursprungsskick" gjordes av Barbara Lönnqvist och utkom år 2017.

## Handling
Romanen handlar om flera aristokratiska ätter, familjerna Bezuchov, Bolkonskij och Rostov och deras inblandning i historien 1805–1813, särskilt under Napoleons invasion av Ryssland. Den ryska texten är indelad i fyra böcker (femton delar) och två epiloger. De första två tredjedelarna av romanen innehåller ren fiktion, medan de senare delarna och epilogerna innehåller högst kontroversiella delar om krig, politisk makt, historia och historiografi.

## Bearbetningar

### Opera
Sergej Prokofjev skapade operan Krig och fred, baserad på romanen, som hade premiär i Moskva 1945. 

### Film
Romanen har filmats flera gånger. Mest kända är den amerikanska Krig och fred från 1956 och den sovjetiska Krig och fred från 1967. Bland senare filmatiseringar märks italiensk miniserie 2007 och en TV-serie producerad av BBC 2016.

### Musikal
Natasha, Pierre and the Great Comet of 1812 är en musikal baserad på en liten del av Krig och fred.

## Utgivning (översättningar till svenska)
- Krig och fred : historisk roman från napoleonska tiden / öfvers. af Walborg Hedberg. Stockholm. 1886. Libris 2146900
- Krig och fred : historisk roman från de napoleonska världskrigen / öfversättning af Petrus Hedberg ; illustrerad af Axel Sjöberg. Stockholm: Silén. 1896. Libris 22929
- Krig och fred / övers. från ryskan av Hjalmar Dahl. Leo Tolstojs skrifter, 99-0727598-0. Stockholm: Bonnier. 1926. Libris 1336378
  -  Krig och fred / [översättning från ryskan av Hjalmar Dahl, reviderad av Britte-Marie Bergström]. Bonniers folkbibliotek. Stockholm: Bonniers Folkbibliotek. 1956. Libris 844831
- Krig och fred / övers. av Blenda Svensson. Malmö: Världslitteraturen. 1929. Libris 1336377
- Krig och fred : ursprungsversionen / översättning och efterskrift av Staffan Skott (1. fullständiga utg). Stockholm: Bonnier. 2006. Libris 10139248. ISBN 91-0-010457-4
- Krig och fred : 1 - 4 / översättning och förord av Barbara Lönnqvist (fullständig utg). Stockholm: Lind & Co. 2017. Libris 20339292. ISBN 978-91-7461-924-9